# Mora (Portugal)
Mora es una villa portuguesa, en el Distrito de Évora, región del Alentejo y comunidad intermunicipal del Alentejo Central, con cerca de 2800 habitantes.
Es sede de un municipio con 443,46 km² de superficie y 4135 habitantes (2021), subdividido en 4 freguesias. El municipio limita al norte por el municipio de Ponte de Sor, al nordeste por Avís, al este por Sousel, al sudeste por Arraiolos y al oeste por Coruche.

## Historia
El municipio recibió fuero de D. Manuel I en 1519.

## Demografía
| Gráfica de evolución demográfica de Mora entre 1849 y 2021 |
|                                                            |
| Datos según el nomenclátor publicado por el INE portugués. |

## Freguesias
Las freguesias de Mora son las siguientes:
- Brotas
- Cabeção
- Mora
- Pavia